# Бабій Роман Вячеславович
Роман Вячеславович Бабій (нар. 6 липня 1977, Бровари, Київська область) — український правник, політик. Народний депутат України IX скликання. Член Комітету Верховної Ради з питань правової політики.

## Життєпис
Роман Бабій народився 6 липня 1977 року у місті Бровари Київської області.
Закінчив Київський національний університет імені Тараса Шевченка за спеціальністю «Правознавство».
Очолював юридичну службу Київводоканалу. У 2002 році Бабій отримав свідоцтво про право заняття адвокатською діяльністю. Працював у міжнародних юридичних компаніях, а також директором департаменту правової та законотворчої роботи Держкомпідприємництва. З 2008 року очолював компанію з надання фінансових послуг «Гельд-Енергія».
За даними ЗМІ, Роман Бабій представляв інтереси компанії депутата Верховної Ради Василя Хмельницького в суді під час чергової тіньової спроби відчуження землі.
У 2014 році Роман Бабій балотувався до Верховної Ради 8 скликання від партії «Громадянська позиція» (№ 47 у виборчому списку). На момент висування був членом партії і директором компанії «Гельд-Енергія».
Працює у адвокатський компанії «Пукшин і Партнери» Ігоря Пукшина, бізнес-партнера голови офісу президента України Андрія Богдана.
У 2016 році, як працівник «Пукшин і Партнери», Роман Бабій був причетним до великої кредитної афери із залученням офшорної компанії «Айдельберг ресорсіс ІНК.» («Idelberg resources INC.»),, на підставі чого того ж року було відкрито кримінальну справу. За інформацією журналістів, кредитна афера полягала в тому, що «Idelberg resources» з Віргінських островів, за даними слідства, допомогла «Світловодському маслосиркомбінату» з групи «Клуб сиру» не розрахуватися за кредит у банку «Фінанси та кредит». Роман Бабій, у схемі виведення кредитного боргу перед банком «Фінансами та кредит» через офшор представляв у судах сам «Світловодський маслосиркомбінат».
У 2019 році Бабій був обраний Народним депутатом України у багатомандатному виборчому окрузі від партії «Слуга народу» (№ 48 у виборчому списку). На час виборів: директор ТОВ «Гельд-Енергія», безпартійний. Проживає в місті Бровари Київської області.
22 липня 2025 року голосував за закон 12414, що обмежує Національне антикорупційне бюро України та Спеціалізовану антикорупційну прокуратуру. Цей закон викликає значний резонанс в українському суспільстві.